# W
 For alternative betydninger, se W (flertydig). (Se også artikler, som begynder med W)
W, w, dobbelt-v er det 23. bogstav i det danske alfabet og det latinske alfabet.

## Andre betydninger
Tegnet W har mange betydninger.
1. Betegnelse for måleenheden watt, se effekt
2. Kemisk tegn for wolfram (engelsk: tungsten)
3. W-boson
4. VIN-kode for modelår 1998

## Historie
Ligaturen "uu" eller "vv" brugtes i oldhøjtysk og i den tidligste oldengelske skrifttradition, for at udtrykke den germanske labiovelær approksimant som i moderne engelsk udtale af "water". På denne tid udtaltes lyden i ordet "vand" på denne måde i alle germanske sprog, ikke kun i engelsk.
Latin og de romanske sprog havde allerede mistet denne lyd og havde erstattet den med en labiodental hæmmelyd "v", som i moderne dansk. Det var den lyd, bogstavet "v" stod for. Derfor foretrak de vestgermanske skrivere helst at indføre et nyt tegn for den særegne germanske lyd, mens de skandinaviske alligevel blev tilfredsstillet af det latinske "v".
I det angelsaksiske runealfabet havde man brugt runen ᚹ "wynn" for at betegne denne lyd, og angelsakserne indførte runen som bogstavet Ƿ i det latinske alfabet som en erstatning af "uu". Runen blev imidlertid erstattet med "uu" igen efter den Normanniske erobring af England. Senere blev "uu"/"vv" til ét bogstav, nemlig "w". Der var nemlig ingen forskel mellem bogstaverne "u" og "v" i tidlig latinsk skift. Dette er også grunden til, at bogstavet kaldes "dobbelt-v" på dansk, men "dobbelt-u" på engelsk.
På grund af senere lydændringer er udtalen af bogstavet "w" i tysk (og ligeså af "v" i dansk "vand") blevet stort set identisk med udtalen af bogstavet "v" i de romanske sprog. Den oprindelige udtale er bevaret i engelsk og i jyske dialekter.

## W i dansk i dag
Bogstavet W er forholdsvis nyt i dansk, og bruges udelukkende i fremmedord og navne. W blev før 1980 i dansk regnet som variant af V og alfabetiseredes sammen med dette bogstav. (Denne alfabetisering var også gældende indtil 2006 på svensk).